# Dorfkirche Viesen

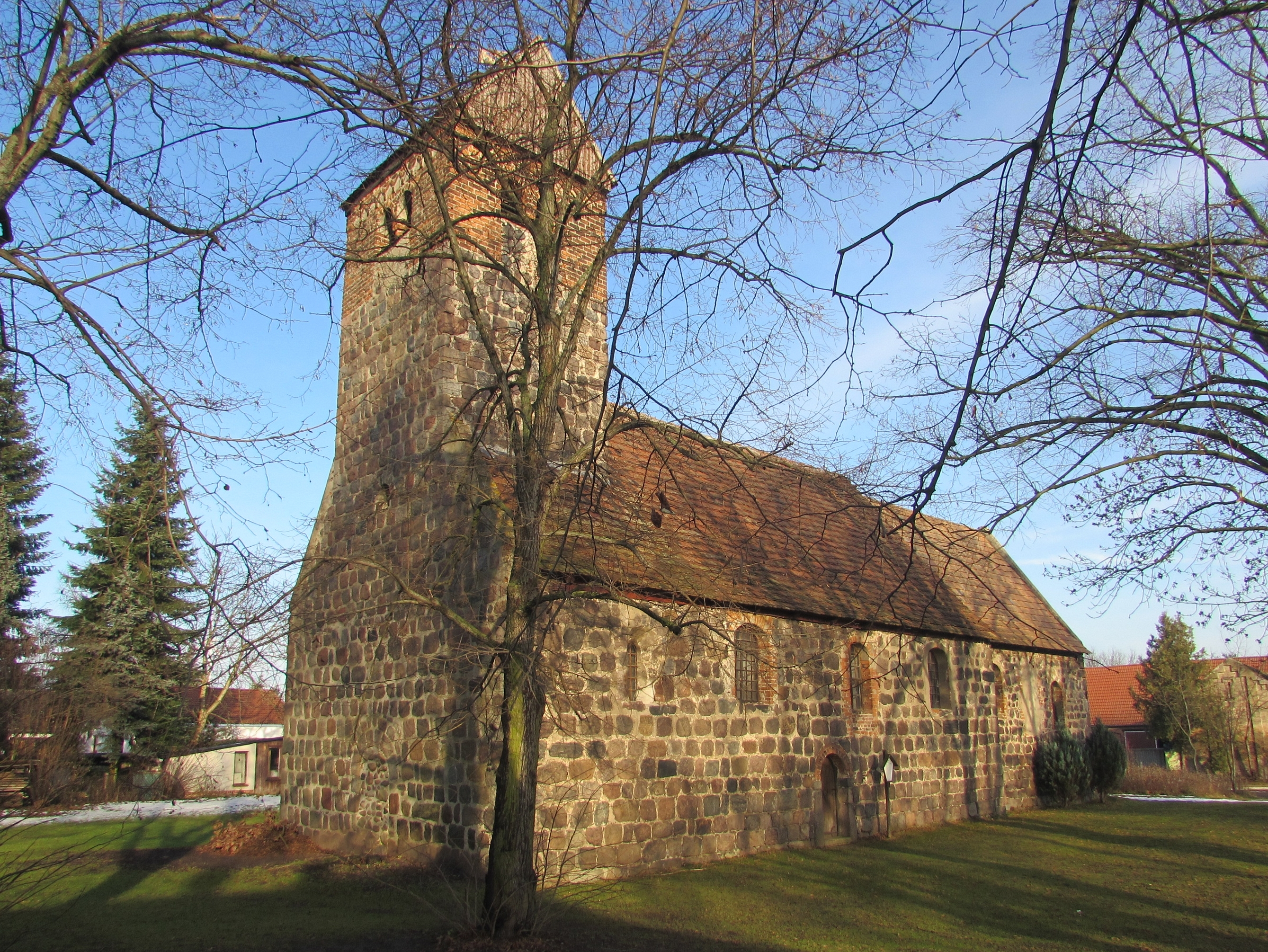
Die Viesener Dorfkirche von Südwesten

Die Dorfkirche Viesen ist eine mittelalterliche Kirche im zur Gemeinde Rosenau gehörenden Dorf Viesen im Westen des Landes Brandenburg. Sie ist als Baudenkmal ausgewiesen und gehört zum Pfarramt Wusterwitz des Evangelischen Kirchenkreises Elbe-Fläming der Evangelischen Kirche in Mitteldeutschland.

## Geschichte
Vermutlich noch im späten 12. Jahrhundert wurde mit dem Bau der Feldsteinkirche im Stil der Romanik begonnen. Älteste Teile der Saalkirche sind der Chor und die Apsis. Etwas später wurde das Kirchenschiff mit dem Turm angefügt. Das Schiff hatte wahrscheinlich beidseits vier, der Chor zwei Fenster. Im frühen 13. Jahrhundert wurde dem Kirchturm ein Glockengeschoss aus Ziegelsteinen aufgesetzt. Zum Ende des 13. Jahrhunderts wurde die ursprüngliche Apsis abgerissen und der Chor nach Osten verlängert. In diese Verlängerung setzte man in die nördliche und in die südliche Außenwand jeweils ein weiteres Fenster. Der gerade Ostabschluss erhielt drei gotische Fenster. Vermutlich am Ende des 17. Jahrhunderts wurden die bestehenden Fenster baulich verändert. Sie wurden vergrößert. Weiterhin wurden auf der Südseite zwei später wieder entfernte Hocheingänge zu Emporen beziehungsweise Logen eingebaut. Der Viesener Gutsherr Wolf Friedrich von Britzke und seine Frau, geborene Byern, stifteten 1684 einen hölzernen Altaraufsatz. 1686 wurde die Kanzel eingearbeitet. Im 17. Jahrhundert erhielten das Schiff und der Chor Emporen. In der ersten Hälfte des 20. Jahrhunderts wurde ein hölzernes Taufbecken vom Wusterwitzer Schnitzer und Puppenspieler Wilhelm Götze geschaffen. 1984 bis 1987 ließ die Gemeinde die Holzbalkendecken in Schiff und Chor erneuert.

## Bauwerk
Die Kirche ist in erster Linie aus unverputzten Feldsteinen gemauert. Sie ist dreigeteilt: Westturm, Kirchenschiff und Chor. Das Schiff ist breiter und höher als der Chor. Auf der Südseite des Kirchenschiffs befindet sich ein rundbogiges Portal. Dessen Bogen ist mit Ziegelsteinen gemauert. In die hölzerne Tür eingeschnitzt steht „Andreas Eschholz hat diese Thur verehrt Ao 1657“. Das westlichste der vier Südfenster ist im baulich unveränderten Zustand und ebenfalls rundbogig. Die drei sich anschließenden wurden im Laufe der Jahrhunderte verändert. Sie weisen Segmentbögen auf. Das dritte der Südfenster des Schiffs hat einen aus Ziegelsteinen vermauerten Sockel. Es handelt sich um eine zwischenzeitlich zu einem Hocheingang veränderte und später zurückgebaute Fensteröffnung. Das östlichste Fenster ist mit einem Putzstreifen, einer Fasche, umrandet. Die Fenster der Nordseite sind ebenfalls verschieden gestaltet. Zwei ursprüngliche Fenster sind klein und rundbogig, zwei baulich verändert segmentbogig und im Verhältnis größer. Eine tiefer liegende rechteckige Fensteröffnung, die zwischenzeitlich bestanden hat, wurde vermauert.
Der Chor hat ebenfalls einen rundbogigen Südeingang. Zwei Segmentbogenfenster des Chores nach Süden stehen gegeneinander versetzt. Ein drittes, zwischen beiden liegendes wurde zugesetzt und das Mauerwerk verputzt. Dieses dürfte ebenfalls einmal als Hocheingang zur Empore gedient haben. Die Ostfenster sind schmal und spitzbogig gestaltet. Das Satteldach über dem Chor ist mit Dachpfannen eingedeckt, das über dem Schiff mit roten Biberschwänzen. 
Ein Westportal wurde mit Feldsteinen vermauert. Der Turm ist gegenüber dem Schiff deutlich schmaler. Im unteren Anteil ist er aus Feldsteinen, im oberen Anteil, im Bereich des Glockenstuhls, aus Ziegelsteinen gemauert. Eine kleine rundbogige Fensteröffnung besteht etwa auf halber Höhe und weist nach Westen. Der Glockenstuhl hat jeweils zwei Schallöffnungen pro Seite. Der Turm ist ebenfalls mit einem Satteldach gedeckt. Die Giebel sind jeweils mit Holzleisten zugesetzt.

## Ausstattung

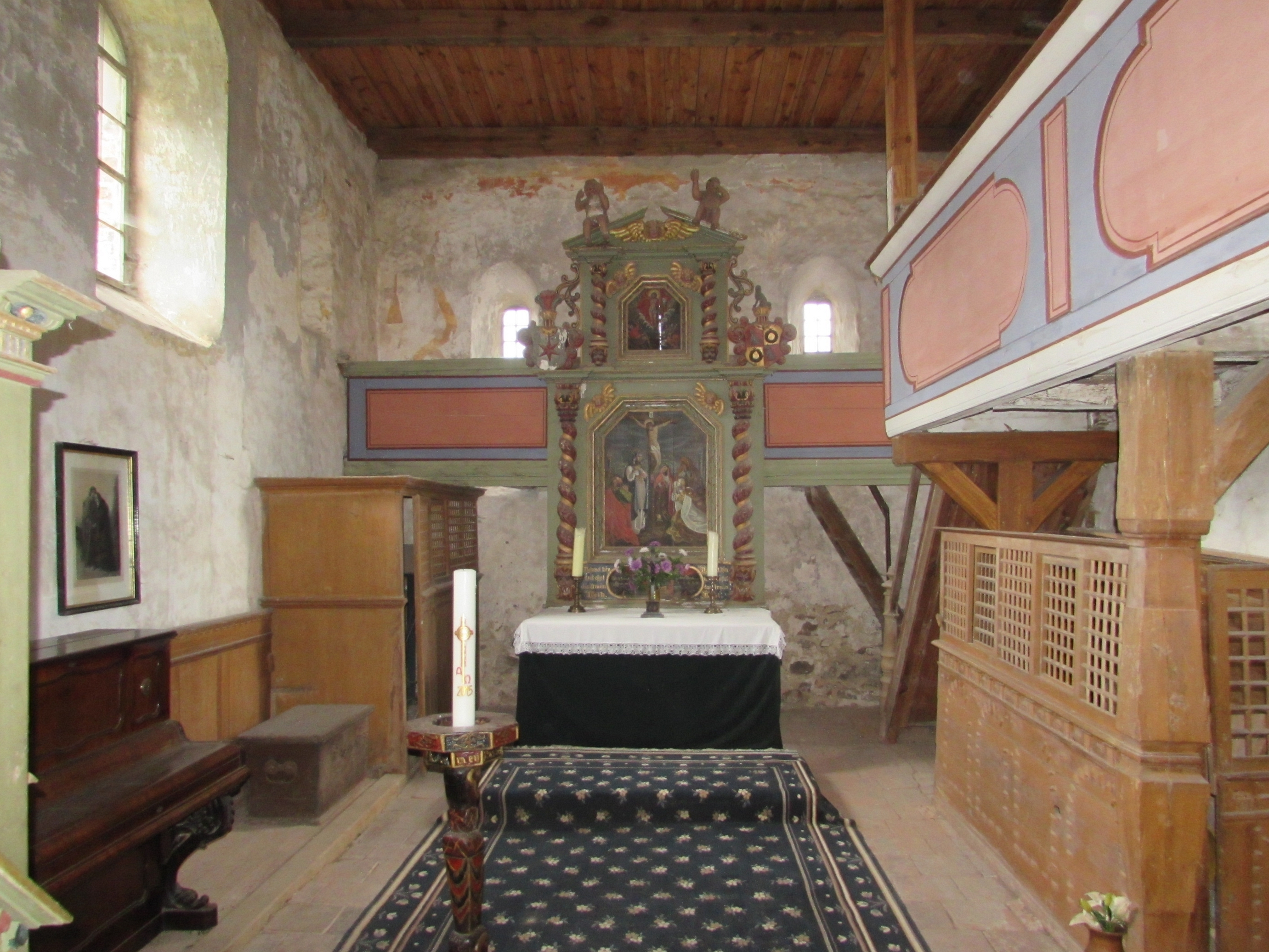
Chorraum der Dorfkirche Viesen

Im Inneren der Kirche befindet sich ein hölzerner Altaraufsatz aus dem Jahr 1684. Er wurde vom Gutsherren und seiner Frau gestiftet. Er ist dreigeteilt und zeigt übereinander Gemälde mit dem Abendmahl Jesu, der Kreuzigung und der Auferstehung. Über diesen befindet sich ein gesprengter Giebel, auf dem zwei Putten sitzen. Seitlich flankieren gewundene Säulen die Gemälde. Weiterhin sind die Wappen der Familien von Britzke und von Byern, des Gutsherren und seiner Frau, angebracht.
Die Kanzel ist polygonal. Sie ist an der Nordseite des Triumphbogens installiert. Die Stütze und der Korb sind verziert. Im Schiff befinden sich die Emporen auf der Nord-, West- und Südseite. Die Südempore ist mit Wappenmalereien verziert. Im Chorraum befindet sich eine Empore auf der Südseite, die früher einmal einen separaten Zugang von der Südseite des Chores hatte. Der Fußboden ist zwischen Schiff und Chor stufenlos. Die Holzbalkendecken ist schlicht.